# Jeannette Lehr
Jeannette Lehr  (Denver,[cita requerida] 13 de septiembre de 1959) es una actriz estadounidense-venezolana, de doblaje, teatro y televisión. Es mayormente conocida por sus papeles de Las amazonas, Anita, no te rajes y El cuerpo del deseo.

## Biografía
Estudió comunicación social, carrera que alternó con su labor como actriz de teatro. Se dedicó además a la radionovela y al doblaje de telenovelas brasileñas.
En 1985 actuó en la telenovela Las amazonas. Posteriormente participó en Carita pintada, Por estas calles, Reina de corazones e Inolvidable. El año 2011 actuó en  Mi corazón insiste... en Lola Volcán como María Etelvina Rengifo, y al año siguiente participó en Relaciones peligrosas como Teresa Vargas.

## Filmografía

### Televisión
- Decisiones: Unos ganan, otros pierden (2019) - Dina Cano
- El Comandante (2017) - Adelaida de Chávez "Mama Laida"
- Talia in the Kitchen (2015) - Dolores Parra
- Toni, la chef (2015) - Dolores Parra
- Relaciones peligrosas (2012) - Teresa Vargas
- Mi corazón insiste (2011) - María Etelvina Rengifo
- Hunted by Night (2010) - María
- Más sabe el diablo (2009-2010) - Graciela De Acero
- La viuda de Blanco (2006) - Profesora Judith Cuestas
- El cuerpo del deseo (2005) - Gaetana Charry
- Anita, no te rajes (2004-2005) - Carlota Aristízabal de Dupont
- Amor descarado (2004) - Pastora Alicia Rubilar
- Oro diablo (2000) - Zulema González
- Carita pintada (1999) - Pilar
- Reina de corazones (1998) - Elsa
- Cambio de piel (1997-1998) - Directora de la cárcel
- Juana la iguana (1996) - María Tortilla
- La Inolvidable (1996) - Dolorita Molinar
- Amores de Fin de Siglo (1995) - Salomé Fuentes Iriarte
- Santera (1994) - Ibelise
- Por Estas Calles (1992-1994) - María Rancho Pérez
- Las amazonas (1985) - Agatha

- Datos: Q5928898